# Prüm

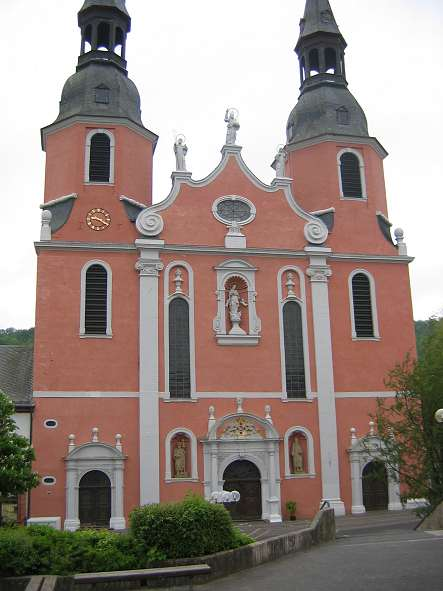
Bazylika św. Salwatora (St. Salvator)

Prüm – miasto w Niemczech, położone w kraju związkowym Nadrenia-Palatynat w powiecie Eifelkreis Bitburg-Prüm, siedziba gminy związkowej Verbandsgemeinde Prüm. Obecnie liczy 5280 mieszkańców (2009).

## Geografia
Prüm leży w zachodnich Niemczech, nad rzeką Prüm. Najniższy punkt w mieście leży 420 m n.p.m. najwyższy zaś 70 metrów wyżej.

## Podział administracyjny
Do miasta Prüm należą następujące części miasta: Dausfeld, Kalvarienberg, Niederprüm, Steinmehlen, Tafel, Walcherath, Weinsfeld i Wirbelscheid.

## Historia
W 720 miejscowość była znana jako „villa prumia”, rok później powstało tutaj opactwo benedyktyńskie, w którego władaniu miejscowość znajdowała się aż do XVI wieku. (od XIII wieku na prawach księstwa Rzeszy, w 1576 przejęta została przez arcybiskupów Trewiru). Prawa handlowe zostały nadane w 1026. W 1721 zbudowano nową bazylikę św. Salwatora (St. Salvator). W 1798 Prüm znalazło się we francuskim departamencie Saary i było siedzibą podprefektury, opactwo zostało zlikwidowane. W 1815 w wyniku kongresu wiedeńskiego Prüm znalazło się w Prusach, utworzono wówczas powiat Prüm. Pierwsza gazeta Prümer Intelligenzblatt pojawiła się w 1841. Prawa miejskie Prüm otrzymało w 1856, cztery lata po tym wydarzeniu w kościele zostały odnalezione kości cesarza Lotara I i relikwie Primusa z Aleksandrii oraz Felicianusa. Miasto zostało zbombardowane 23 grudnia 1944 (ofensywa w Ardenach), 80% zabudowań legło w gruzach.
15 lipca 1949 doszło do pożaru i eksplozji bunkra w którym składowano 500 ton amunicji z czasów wojny magazynowanej na potrzeby Linii Zygfryda. Dzięki uprzedniej ewakuacji, zginęło tylko 12 osób, 15 zostało ciężko rannych, powstał krater o głębokości 20 metrów, a miasto zostało poważnie zniszczone.
27 maja 2005 podpisano traktat z Prüm (potocznie Schengen III), ministrowie spraw wewnętrznych Niemiec, Hiszpanii, Francji, Luksemburga, Holandii, Austrii i Belgii podpisali porozumienie o wzmożonej współpracy na granicach w celu zwalczania terroryzmu, przestępczości i nielegalnej migracji.

## Demografia
| - 1815 – 2353 - 1835 – 2790 - 1871 – 2681 - 1905 – 3445 - 1939 – 4508 - 1950 – 3918 | - 1961 – 5003 - 1965 – 5371 - 1970 – 5346 - 1975 – 5204 - 1980 – 5280 - 1985 – 4990 | - 1987 – 5032 - 1990 – 5237 - 1995 – 5529 - 2000 – 5508 - 2005 – 5380 |

## Polityka

### Rada miasta
Rada miasta składa się z 22 radnych oraz burmistrza jako przewodniczącego.
Sitzverteilung im gewählten Gemeinderat:
|      | SPD | CDU | WG 1 | WG 2 | Razem     |
| 2004 | 4   | 10  | 6    | 2    | 22 miejsc |

(stan: wybory 13 czerwca 2004)

## Zabytki
- muzeum w ratuszu
- Infostätte Mensch und Natur
- Bazylika św. Salwatora
- barokowe zabudowania opactwa Prüm
- Krater o wymiarach 190x90x20 m

## Współpraca
Miejscowości partnerskie:
- Fort Madison, Stany Zjednoczone od 1997
- Monthermé, Francja od 1962